# Shinya Aoki
Shinya Aoki (japanska: 青木 真也), född 9 maj 1983, är en japansk MMA-utövare, före detta polispraktikant och fribrottare. Han har tävlat i Deep, Shooto, Pride, DREAM, Strikeforce, Bellator, Rizin och tävlar för närvarande i ONE Championship. Han har varit lättviktsmästare i DREAM, mellanviktsmästare i Shooto och lättviktsmästare i ONE. Förutom sina MMA-framgångar är Aoki även en dekorerad submission wrestling-utövare. Han har vunnit två "All Japan" mästerskap, en "öppna japanska Jiu-Jitsu mästerskapen", en "öppna budomästerskapen" och en ADCC:s "öppna japanska" mästerskap. 

## MMA-karriär
Aoki har tränat judo sedan barnsben och är en framgångsrik judoka som tävlat både nationellt och internationellt. Men eftersom han var mer intresserad av markaspekterna av judo, "kosen judo" specifikt, och detta inte var en del av det han tränade och tävlade i började han träna andra kampsporter innan han till slut hittade MMA. Han hamnade till sist på Paraestra Shooto Gym där han fick både sin A-klass shootwrestling-ranking och sitt BJJ-svartbälte. Han blev sedermera en av teamets huvudtränare.

### DEEP och Shooto
Aoki debuterade november 2003 i MMA på en gala anordnad av DEEP. Han vann en en-dagsturnering via två snabba armbar-submissions i första ronden i sina matcher. Aoki fortsatte att tävla för båda organisationerna fram till 2007 och hann under tiden med att bli welterviktsmästare i Shooto.

### Pride
I augusti 2006 debuterade Aoki i Pridesammanhang på Pride Bushido 12 där han vann i första ronden via triangelsubmission mot amerikanen Jason Black. Efter fyra raka vinster ställde Aoki upp på att delta i Prides kommande Grand Prix i lättvikt, men när Zuffa köpte Pride lade de ner det.
Istället delgavs det att Aoki skulle delta i på MMA-nyårskortet Yarennoka! Hans motståndare var först tänkt att bli organisationen Heros tvåfaldiga mellanviktsmästare i K1: Gesias "JZ Calvan" Cavalcante, men han tvingades dra sig ur matchen. Aokis nye motståndare blev den koreanske judokan, OS-silvermedaljören Jung Bu-Kyung som han besegrade via enhälligt domslut.

### DREAM och Strikeforce
Aoki förlorade sin USA-debut mot Strikeforce dåvarande lättviktsmästaren Gilbert Melendez 17 april 2010 vid Strikeforce: Nashville. Matchen sändes live via CBS. Efter att Aoki förlorat mot Melendez visade han intresse för att träna vid Cezar Gracies läger i norra Kalifornien.
I sin nästa match försvarade Aoki sin DREAM lättviktstitel mot utmanaren Tatsuya Kawajiri via akilleslås i första ronden. Efter att ha gått tre icke-titel matcher i lättvikt försvarade Aoki titeln igen, denna gång mot Satoru Kitaoka. Den här matchen gick tiden ut, och Aoki vann via enhälligt domslut. Det var den sista gången Aoki gick en titelmatch under DREAM innan organisationen upplöstes.

### Bellator
Aoki debuterade för Bellator 20 april 2012 vid Bellator 66 där han förlorade mot Eddie Alvarez via TKO i första ronden.

### ONE championship
Den 27 juni 2012 meddelades det att Aoki skrivit ett exklusivt kontrakt med ONE

och skulle debutera för organisationen vid ONE Fighting Championship: Pride of a Nation i Manilla 31 augusti samma år, men 16 augusti avslöjades det att han istället skulle möta Arnaud Lepont i en superfight i lättvikt som huvudmatch vid ONE Fightng Championship: Rise of Kings. Aoki vann matchen via triangelsubmission i första ronden.
Sedan mötte Aoki Kotetsu Boku vid ONE Fighting Championship: Kings and Champions 5 april 2013 och matchen skulle vara en titelmatch i lättvikt. Innan matchen sa Aoki att oavsett om han vann eller förlorade skulle han gå ner till fjädervikt efter den här matchen. Han vann i andra ronden via rear-naked. Efter en match i fjädervikt och en annan tillbaka i lättvikt under Inoki-Ba-Yes baner försvarade Aoki sin lättviktstitel mot Kamal Shalorus via första rondens submission vid ONE FC: Reign of Champions 29 augusti 2014.
Nästa titelförsvar kom cirka nio månader senare mot Koji Ando 22 maj 2015 vid ONE Championship 28: Warrior's Quest där matchen gick alla fem ronder ut, och Aoki vann via enhälligt domslut.
I sin tredje titelförsvarsmatch mötte Aoki Eduard Folayang vid ONE Championship: Defending Honor 11 november 2016 i Singapore. Aoki förlorade matchen och titeln via TKO i tredje ronden.
Den 31 mars 2019 vid ONE Championship: A New Era vann Aoki lättviktstiteln för andra gången då han besegrade Eduard Folayang via TKO i första ronden.

### Rizin
Aoki mot Kazushi Sakabura var huvudmatch, main event, vid Rizins första gala. Aoki vann via TKO efter 5:56 i den första ronden när Sakaburas hörna kastade in handduken.

## Fribrottning

### Inoki Genome Federation (2013 – 2017)
Aoki började med fribrottning i Antonio Inokis: Inoki Genome Federation (IGF). 2017 tillkännagavs det att Aoki var en av deltagarna i New Exciting Wrestling (NEW), ett nytt evenemang under IGF:s flagg. Aoki tävlade på deras första gala där han vann mot Keisuke Okuda.
Aoki fortsatte tävla för NEW till dess att IGF la ner det i juli 2017. I sin sista match för NEW förlorade Aoki mot Tatsuhito Takaiwa.

### DDT Pro Wrestling (2018 –)
Efter en kortare period borta från fribrottningen så meddelade Aoki att han skulle återvända till den professionella fribrottningsscenen i DDT Pro Wrestling 2018. Aoki gjorde sin debut för den nya organisationen vid Maji Manji #15 där han vann en snabb seger över Gota Ihashi. Vid Maji Manji #21 den 28 oktober 2018 besegrade Aoki Harashima och blev DDT Extreme Division mästare. Harashima återtog den titeln 19 februari vid DDT Judgement 2019.

## Osportsligt uppträdande
Aoki har fått motta kritik från MMA-kretsar för sina respektlösa segerfiranden och sitt förmenta ointresse för sina motståndare som ofta visar sig genom onödiga skador. Han blev först uppmärksammad inom detta när han bröt Keith Wisniewskis arm, och sedan när samma sak hände mot Kuniyoshi Hironaka via flygande armbar i en BJJ-match. Den händelsen tvingade Hironaka att hålla sig utom tävlan i ett år. 2009 hamnade han i centrum för ännu en kontrovers då han vann matchen genom att bryta Hirotas arm och efter matchen först pekade finger åt den golvade motståndaren och sedan åt publiken medan han själv lyckligt sprang omkring.
Trots att publiken faktiskt applåderade honom ansåg de flesta kommentatorer och sakkunniga att det var extremt kränkande och osportsligt. Bland dem som tyckte så var DREAMchefen Keiichi Sasahara och Aokis egen tränare Yuki Nakai. Aoki bad senare om ursäkt för sitt beteende i en postfight-intervju: 
"After my fight, I was excited, and so I did something rude that I should apologize for. But that showed just how excited I was over that fight."
Även om han fortfarande tränade under Nakai och representerade Paraestra Gym så fick Aoki sluta som tränare efter det debaclet.
2014, efter att han vunnit mot Yuki Yamamoto via submission, så hånade återigen Aoki sin motståndare och publiken genom att ge dem fingret. Yamamotos tog det så personligt att hans hörna tvingades hålla fast honom. Aoki lämnade arenan utan att sluta visa fingret.

## Tävlingsfacit

### MMA
| 54 matcher           | 44 vunna | 9 förlorade |
| Via KO               | 3        | 7           |
| Via submission       | 29       | 0           |
| Via domslut          | 10       | 2           |
| Via diskvalificering | 2        | 0           |
| No Contest           | 1        | 1           |

### Submission Grappling
| 17 matcher           | 12 vunna | 5 förlorade |
| Via submission       | 11       | 4           |
| Via poäng            | 1        | 1           |
| Via diskvalificering | 0        | 0           |